# Petidina
La petidina è un farmaco analgesico oppioide sintetico appartenente alla classe delle fenilpiperidine. È conosciuto anche come meperidina, o con il nome commerciale dei prodotti che lo contengono, il più noto dei quali è il Demerol. Appare strutturalmente ma non farmacologicamente simile al farmaco stimolante metilfenidato.
La petidina è indicata per il trattamento del dolore da moderato a grave e viene somministrata come sale cloridrato in compresse, come sciroppo o per iniezione intramuscolare, sottocutanea o endovenosa.
La petidina è stata sintetizzata per la prima volta nel 1932 come potenziale agente anticolinergico dal chimico tedesco Otto Eisleb. Fu brevettata nel 1937 e approvata per uso medico nel 1943. Prima dell'avvento dell'eroina fu usata in Gran Bretagna come stupefacente. Tutt'oggi si verificano casi di dipendenza.

## Usi medici
La petidina è l'oppioide più utilizzato durante il travaglio e il parto, ma è caduto in disuso in diversi Paesi a favore di altri oppioidi, a causa delle sue potenziali interazioni farmacologiche (specialmente con i serotoninergici) e del suo metabolita neurotossico, norpetidina. La petidina è l'antidolorifico di prima scelta per la diverticolite, perché diminuisce la pressione intraluminale intestinale.
Prima del 2003 era nell'elenco dei farmaci essenziali dell'Organizzazione mondiale della sanità, che comprende i farmaci più efficaci e sicuri necessari in un sistema sanitario.

### Indicazioni
- analgesia perioperatoria (periodo precedente o immediatamente successivo a un intervento chirurgico);
- sedazione durante procedure diagnostiche dolorose (es. colonscopie);
- ostetricia durante il travaglio e il parto;
- pronto soccorso e medicina interna per placare coliche.

## Effetti collaterali
Gli effetti negativi della somministrazione di petidina sono quelli tipici degli oppioidi: nausea, vomito, vertigini, diaforesi, ritenzione urinaria e costipazione. A causa degli effetti stimolanti moderati mediati dalla dopamina e dalla norepinefrina, dà meno sedazione rispetto ad altri oppioidi. A differenza di altri oppioidi, non causa miosi, perché ha proprietà anticolinergiche. Il sovradosaggio può causare flaccidità muscolare, depressione respiratoria, ottundimento, ipotensione e coma. Per invertire la depressione respiratoria e gli altri effetti collaterali si usa un antagonista narcotico come il naloxone. La sindrome serotoninergica si verifica in pazienti sotto terapia antidepressiva concomitante con inibitori selettivi della ricaptazione della serotonina (SSRI) o inibitori delle monoaminossidasi o altri tipi di farmaci. Talvolta si verificano crisi convulsive in pazienti che assumono cronicamente petidina parenterale. Queste convulsioni sono state attribuite all'accumulo nel plasma del metabolita norpetidina (normeperidina). Il sovradosaggio di petidina per via orale o endovenosa può provocare la morte.

### Interazioni
La petidina ha gravi interazioni con farmaci I-MAO (inibitori della monoammina ossidasi) come furazolidone, isocarbossazide, moclobemide, fenelzina, procarbazina, selegilina, tranilcipromina. Alcuni sintomi causati dall'interazione con questi farmaci sono: agitazione, delirio, cefalea, ipertermia e/o convulsioni. Si sono verificati dei decessi. Quando viene somministrato tramadolo per via endovenosa dopo o insieme a petidina possono svilupparsi convulsioni. La petidina può interagire anche con gli SSRI e altri antidepressivi, agenti anti Parkinson, farmaci per l'emicrania, stimolanti e altri agenti che causano la sindrome serotoninergica. Si pensa che sia causata da un aumento delle concentrazioni di serotonina cerebrale. È probabile che la petidina possa interagire anche con altri farmaci, inclusi miorilassanti, benzodiazepine ed etanolo.
È sconsigliato l'uso di tale farmaco ai pazienti che soffrono di: patologie epatiche e/o renali, epilessia, asma, ipotiroidismo, patologie della prostata e malattia di Addison.
Inoltre la petidina, essendo un analgesico oppioide, interagisce negativamente con:
- Ansiolitici e ipnotici,
- Antagonisti della 5-idrossitriptamina;
- Antiaritmici (mexiletina);
- Antibatterici (eritromicina, ciprofloxacina, rifampicina);
- Anticoagulanti
- Antiepilettici
- Antipsicotici
- Antivirali
- Dopaminergici.

## Farmacologia

### Meccanismo di azione
Gli effetti analgesici della petidina sono causati dallo stesso meccanismo di azione della morfina, e cioè l'azione agonista sul recettore μ-oppioide. La petidina è impiegata nel trattamento dei brividi postanestetici. Il meccanismo farmacologico di questo effetto non è stato completamente compreso, ma può coinvolgere la stimolazione dei recettori κ degli oppioidi.
La petidina ha somiglianze strutturali con l'atropina e altri alcaloidi tropanici e può dare alcuni dei loro effetti collaterali. Oltre a questi effetti oppioidergici e anticolinergici, possiede un'attività anestetica locale correlata alle sue interazioni con i canali ionici del sodio. Inoltre la petidina si comporta da inibitore della ricaptazione di dopamina e noradrenalina.
La peptidina è più liposolubile della morfina, quindi ha un'insorgenza d'azione più rapida. La durata dell'effetto clinico è di 120-150 minuti, sebbene sia somministrato a intervalli di 4-6 ore. La petidina è meno efficace della morfina, della diamorfina o dell'idromorfone nell'alleviare il dolore grave o il dolore associato alla tosse. Come altri farmaci oppioidi, la petidina può causare dipendenza fisica o dipendenza psichica.

### Farmacocinetica
La petidina è velocemente trasformata nel fegato o in acido petidinico dalla carbossiesterasi epatica oppure trasformata in norpetidina, metabolita delle petidina, dagli enzimi epatici del citocromo P450. La norpetidina, rispetto alla petidina, possiede un'attività analgesica dimezzata e un'emivita molto più lunga (8-12 ore); inoltre, essendo tossica per l'organismo, causa allucinazioni e convulsioni. Le convulsioni sono causate dall'accumulo di norpetidina nell'organismo che va a iperstimolare il sistema nervoso centrale. Sia l'acido petidinico sia la norpetidina vengono coniugati con l'acido glucuronico per essere escreti ed eliminati nelle urine.